# Cora Vlot
Cora Vlot (Hendrik-Ido-Ambacht; 21 de febrero de 1964) es una deportista neerlandesa que compitió en triatlón. Ganó una medalla de bronce en el Campeonato Europeo de Triatlón de Larga Distancia de 1999.

## Palmarés internacional
| Campeonato Europeo | Campeonato Europeo    | Campeonato Europeo | Campeonato Europeo |
| Año                | Lugar                 | Medalla            | Prueba             |
| ------------------ | --------------------- | ------------------ | ------------------ |
| 1999               | Almere (Países Bajos) | Medalla de bronce  | Individual         |